# Cerkiew Iwerskiej Ikony Matki Bożej w Harbinie
Cerkiew Iwerskiej Ikony Matki Bożej – działająca do początku lat 60. XX wieku w Harbinie (w Chinach) cerkiew prawosławna.
Cerkiew została wzniesiona w Harbinie w 1908 jako jedna ze świątyń prawosławnych przeznaczonych dla rosyjskich poddanych, którzy licznie napływali do miasta w związku z budową Kolei Wschodniochińskiej. Po rewolucji październikowej stała się jednym z centrów życia kulturalnego białych emigrantów rosyjskich. W 1920 pod jej ołtarzem został pochowany biały generał Władimir Kappel. Jego grób został zdewastowany po masowym wyjeździe Rosjan z miasta, zaś w 1955 r. – zniszczony na żądanie ZSRR.  
W latach 30. przy cerkwi działały: przytułek, żłobek oraz stołówka, których patronem był św. Serafin z Sarowa. 
Cerkiew przestała być czynna po 1962, kiedy zmarł jej ostatni proboszcz ks. Walentin Barysznikow. 24 sierpnia 1966 – w czasie rewolucji kulturalnej – zniszczona została cerkiew św. Mikołaja w Harbinie; razem z nią spalono wszystkie pozostałe w świątyni Iwerskiej Ikony Matki Bożej ikony i inne elementy wyposażenia. W opuszczonym budynku urządzono warsztaty tekstylne, a następnie magazyn. 
Obecnie (XXI w.) cerkiew jest porzucona, w bardzo złym stanie technicznym.